# Cerwin-Vega
Cerwin-Vega je podjetje, ki izdeluje glasbeno opremo, predvsem zvočnike.
Leta 1954 je diplomiranec Gene Czerwinski ustanovil podjetje Vega. Vega je od začetka strmo naraščala s predstavitvijo velikega, visoko občutljivega štiri-sistemskega zvočnika Vega 500. Uporabljal je 38-cm nizkotonec, ki je bil zmožen predvajati do 130 dB zvočne jakosti vse do 30 Hz. Začela je postavljati smernice za Hi-Fi zvočnike, ki jih poznamo tudi danes. V 60. letih je Vega takoj postala dobavitelj zvočnikov za večino proizvajalcev glasbenih ojačevalnikov.
Vega je postala Cerwin-Vega! in v 70ih letih je bilo več kot 80 % električnih nizkih tonov, izvedenih v studijih ali koncertih, igranih preko Cerwin-Vega! zvočnikov.
Leta 1974 so za film Earthquake, premierno predstavili novo inovacijo SenSurround (prostorski zvok). Izdelali so posebne nizkotonske zvočnike z zmožnostjo reproduciranja zelo nizkih frekvenc, vse do 18 Hz. Tako je bil učinek ob gledanju filma v kinodvorani kot pri pravem potresu.
Na HiFi tržišču je Cerwin-Vega! izdelala trisistemski zvočnik s 30 cm nizkotoncem. Glede cene in zmoglivosti je bil takoj prepoznan kot najboljše, kar se za tak denar dobi za domačo uporabo.
V poznih 70ih je Cerwin-Vega! začela s proizvodnjo HiFi zvočnikov serije Digital. Novi zvočniki serije Digital niso bili samo prvi na svetu zares pripravljeni na digitalno, ampak so bili na razpolago v različnih dimenzijah.